# Cantón de Pont-de-Chéruy
El cantón de Pont-de-Chéruy era una división administrativa francesa, que estaba situada en el departamento de Isère y la región de Ródano-Alpes.

## Composición
El cantón estaba formado por seis comunas:
- Anthon
- Charvieu-Chavagneux
- Chavanoz
- Janneyrias
- Pont-de-Chéruy
- Villette-d'Anthon

## Supresión del cantón de Pont-de-Chéruy
En aplicación del Decreto nº 2014-180 de 18 de febrero de 2014, el cantón de Pont-de-Chéruy fue suprimido el 22 de marzo de 2015 y sus 6 comunas pasaron a formar parte del nuevo cantón de Charvieu-Chavagneux.